# Rhomborhina kurosawai
Rhomborhina kurosawai är en skalbaggsart som beskrevs av Masumoto och Sakai 1987. Rhomborhina kurosawai ingår i släktet Rhomborhina och familjen Cetoniidae. Inga underarter finns listade i Catalogue of Life.